# Say Amen (Saturday Night)
Say Amen (Saturday Night) è un singolo del gruppo musicale statunitense Panic! at the Disco, pubblicato il 21 marzo 2018 come primo estratto dal sesto album in studio Pray for the Wicked .

## Video musicale
Il video musicale è stato pubblicato il 21 marzo 2018 sul canale YouTube della Fueled by Ramen.